# Malang (sopka)
Malang je dlouhodobě nečinný vulkanický komplex ve východní části indonéského ostrova Jáva, nedaleko města Malang, asi 30 km západně od stratovulkánu Semeru. Skládá se z devítičlenné skupiny maarů a sypaných kuželů. Celý komplex leží nad oslabenou tektonickou zónou a některé jeho části vznikly parazitickým odvodem magmatu z kaldery Tengger.